# Форвальд, Хокон
Хокон Форвальд (родился в 1978 году в Рёйкене) — лидер организации Nordic Strength, основанной в 2019 году. С 2010 по 2019 год он был лидером норвежского отделения Северного движения сопротивления, неонацистского движения в Скандинавии. Он был описан газетой Verdens Gang как один из самых опасных людей в Северной Европе. Форвальд ранее является основателем группы Disiplin и ранее был участником групп Myrkskog и Dissection, которая была связана с оккультным орденом Храм Чёрного Света.
Он использовал сценические имена Weltenfeind, Savant M, General K, Drakul Azacain и Eihwaz WeltenFeind.

## Биография
Форвальд играл в Desolation, Archon и Maleficum. Он присоединился к Myrkskog в 1998 году и покинул группу в 2000 году, чтобы создать Disiplin. В 2005 году он выгнал остальных участников Disiplin за то, что они не были членами сатанинского ордена "Храма Чёрного Света".
После ухода Брайса Леклерка из Dissection, в 2005 году к группе присоединился Хаакон Форвальд в качестве бас-гитариста. Однако в том же году он покинул группу по личным причинам, связанным с его семьей в Норвегии, а также с его участием в работе норвежского отделения ячейки "Храма Чёрного Света". Он также хотел сосредоточиться на своей эзотерической и экзотерической работе в Норвегии.
Примерно в 2005/2006 годах Форвальд принял языческие и ультраправые убеждения, которые он интегрировал в свой музыкальный проект Disiplin. Группа также стала частью сети NSBM Pagan Front.